# Jean-Loup Lafont
Pour les articles homonymes, voir Lafont.
Jean-Loup Lafont, né le 10 avril 1940 à Guingamp (Côtes-du-Nord) et mort le 19 septembre 2015 à Suresnes, est un animateur de radio et de télévision français.

## Biographie
Jean-Loup Lafont  fut d'abord journaliste à l'Union de Reims. Il envoie une maquette à Europe 1 qui est remarquée par Lucien Morisse, puis égarée avant d'être retrouvée par Pierre Delanoë. Il commence sa carrière au début des années 1970 sur la station de radio Europe no 1, où il anime l'émission Hit Parade. Il se voit confier en 1972 une autre émission musicale, Mozik, puis Maxi-Parade en 1976 et Basket en 1977. Pendant une quinzaine d'années, il est une vedette de la Station, animateur d'émissions musicales, intervieweur de tous les grands artistes de son époque. Jean-Loup Lafont avait des génériques spéciaux qui citaient son nom. En 1974, il participe à l'élaboration de l'album concept Je suis vivant, mais j'ai peur écrit par Gilbert Deflez et composé par Jacky Chalard.
Jean-Loup Lafont entame sa carrière télévisuelle en 1978 sur Antenne 2 en présentant Blue Jean. En 1983, il part animer l'émission C'est Super ! sur TF1, puis il retourne présenter Kazcado sur A2 en 1988. Il termine sa carrière en 1991 à la présentation du tiercé sur La Cinq.
En 1979, il joue dans le film Le Temps des vacances.
On lui doit aussi un disque souple de présentation du club Dial, enregistré en 1984, en duo avec Françoise Rivière[réf. nécessaire].
Jean-Loup Lafont meurt le 19 septembre 2015 à l'âge de 75 ans des suites d'une maladie orpheline,,,. Il est incinéré deux jours plus tard dans l'intimité, au crématorium du Mont Valérien de Nanterre.
Le 20 septembre 2015, Europe 1 décide de lui rendre hommage lors d'une émission spéciale animée par Jacky Gallois,,. Le 29 janvier 2017, Europe 1 lui consacre une émission entre 8 h 30 et 9 h.

## Vie personnelle
Jean-Loup Lafont s'est marié cinq fois et compte autant d'enfants.
Avec Francine Fournier, il a deux enfants, Dorothée Lafont et Christophe Léopold Lafont.  
Avec l'astrologue Christine Haas, avec qui il a eu une fille, Zoé, le 1er octobre 1974[réf. nécessaire].
De son union avec Brigitte Bacquerot, Arthur Lafont et Édouard Lafont.
Artiste et mélomane accompli, il a consacré la dernière partie de sa vie au dessin et aux arts plastiques.

## Émissions

### À la radio
- Années 1970 : Hit Parade - Europe no 1
- 1972 : Mozik - Europe no 1
- 1976 : Maxi-Parade - Europe no 1
- 1977 : Basket - Europe no 1

### À la télévision
- 1978 : Blue Jean - Antenne 2
- 1983 : C'est Super ! - TF1
- 1988 : Kazcado - Antenne 2
- 1991 : Tiercé - La Cinq

## Filmographie
- 1979 : Le Temps des vacances de Claude Vital : Thierry